# Глубокое (озеро, Великолукский район)
Глубокое — озеро в Пореченской волости Великолукского района Псковской области.
Площадь — 1,2 км² (124,0 га). Максимальная глубина — 9,0 м, средняя глубина — 6,5 м. Площадь водосборного бассейна — 3,0 км².
В 3 км к западу находится деревня Рудня (на берегу Урицкого озера), в 2 км к востоку — деревня Цветково (на берегу соседнего озера Чистое, с которым Глубокое соединено протокой).
Сточное. Относится к бассейну рек-притоков Ленотица, Комля, Ловать.
Тип озера лещово-уклейный. Массовые виды рыб: лещ, щука, уклея, окунь, плотва, ерш, густера, карась, линь, красноперка, язь, налим, вьюн, пескарь, бычок-подкаменщик, щиповка (в 1940-50-е годы был судак); есть раки.
Для озера характерно: отлогие и низкие частью заболоченные берега, лес, болото; в литорали — песок, песок с галькой, заиленный песок, в профундали — ил, заиленный песок, песок с галькой, есть песчано-каменистая налья, коряги, небольшие сплавины; донные и береговые ключи.